# Laguna de los Tollos
La Laguna de los Tollos es una laguna situada en la frontera entre los términos municipales de Jerez de la Frontera (provincia de Cádiz) y El Cuervo (provincia de Sevilla).
La laguna es un espacio natural protegido con la figura de protección "lugar de importancia comunitaria de la región biogeográfica mediterránea".

## Valor ecológico
La laguna forma parte del complejo endorreíco de los Tollos-Espera. Siendo uno de los humedales más importantes de Andalucía.
Además de diversas especies que viven regularmente en la laguna, existen diversas otras amenazadas que pasan por ella, como la focha moruna, el tarro canelo o el porrón pardo.
Gracias a planes de conservación se están consiguiendo mantener poblaciones de algunas aves, y a traer a otras que en su momento fueron habituales como la malvasía cabeciblanca.

## Historia
La laguna fue históricamente un abrevadero de la cañada que pasa por su lado.

## Turismo
Cuenta con un sendero aprovechando vía pecuarias de cañadas.

## Estado actual
Debido a la sobrexplotación minera, la Laguna fue durante muchas temporadas un inmenso secarral de arcilla, situación que parece ha sido revertida.

## Futuro
La Junta de Andalucía decidió en 2010 la restauración integral de la cubeta de la laguna con ayudas del plan "Life +" de la Comisión Europea, que acaba de salir a licitación.
Actualmente un grupo de 20 expertos en humedales están trazando un plan para recuperar el espacio.
En 2020 el ayuntamiento de El Cuervo propone hacerse cargo de la gestión del humedal.